# Alcyone (étoile)
Pour les articles homonymes, voir Alcyone.
Désignations
Alcyone (Eta Tauri, en français Êta  du Taureau, en abrégé η Tau) est une étoile multiple située dans la constellation du Taureau, la plus brillante étoile de l'amas des Pléiades. Elle se situe à environ 440 années-lumière de la Terre. Le nom d'Alcyone provient de la mythologie grecque.
La composante principale du système, Alcyone A, est une géante bleue-blanche de type spectral B et de magnitude apparente 2,87. Il s'agit en fait d'une binaire à éclipses, dont les deux composantes sont séparées de 0,031 seconde d'arc, ce qui compte tenu de l'éloignement correspond approximativement à la distance Soleil-Jupiter (~ 5 ua).

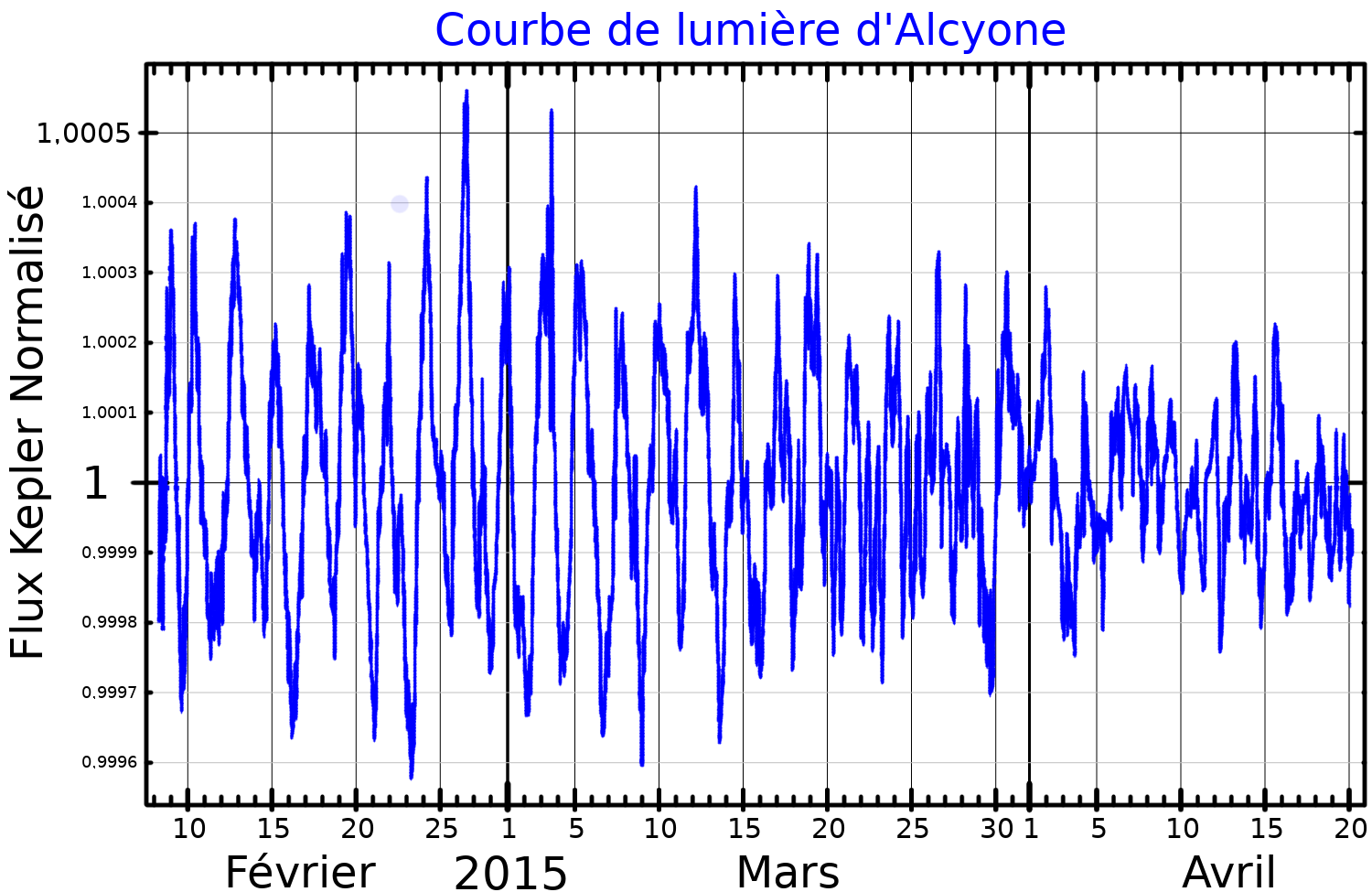
Une courbe de lumière pour Alcyone, tracée à partir des données de Kepler

Trois autres étoiles orbitent autour de cette étoile binaire : Alcyone B et Alcyone C sont toutes deux des étoiles naines de type A et de magnitude 8, et séparées respectivement de Alcyone A par 117 et 181 secondes d'arc. Alcyone D est une naine jaune de type F, située à 191 secondes d'arc de l'étoile principale, avec une magnitude de 8,7. Alcyone C est une étoile variable de type Delta Scuti, sa magnitude variant de 8,25 à 8,30 en 1,13 heure.
Alcyone A, l'étoile principale, possède une luminosité égale à 2400 fois celle du Soleil, et sa température de surface atteint au moins 13 000 kelvins. La vitesse de rotation très rapide de l'étoile (environ 215 km/s à l'équateur, contre 4 pour le Soleil et 0,93 pour la Terre), a conduit à[réf. nécessaire] la formation d'un disque de gaz en orbite autour de l'astre, par éjection de matière.

## Noms
Alcyone est le nom propre de l'étoile qui a été approuvé par l'Union astronomique internationale le 20 juillet 2016. 